# Élie Deleschaux
 (juillet 2023).
Séverine Aglaé Deleschaux, dite Madame Élie Hirtz, née Deleschaux  est une poétesse, chansonnière et goguettière française, née à Paris le 25 septembre 1824 et morte le 9 février 1887 dans le 11e arrondissement de Paris.
Elle fut célèbre en particulier dans le milieu parisien des goguettes et du café-concert. Elle, de même que l'ensemble de son œuvre, sont aujourd'hui largement oubliées par le grand public.

## Biographie
Le poète, chansonnier et goguettier Eugène Imbert écrit dans La Chanson en 1880 :
« Madame Élie Hirtz, née Deleschaux (Séverine Aglaé, ou, suivant l'orthographe de l'église Saint-Merri, Aglaée), est parisienne. Elle vit le jour dans une maison de la Cour Batave, à trois pas du marché des Innocents, en pleine rue Saint-Denis, au cœur du Paris industriel et commerçant.
Dès l'abord, je rencontre un obstacle. Les femmes, a-t-on dit, n'ont pas d'âge. D'autres ajoutent : Les femmes n'ont que l'âge qu'elles paraissent avoir. Pour nos yeux, oui ; dans la société, je n'en disconviens pas. Mais la galanterie et l'histoire ne doivent, à mon avis, avoir rien de commun, quoique cette dernière aussi sache bien mentir à l'occasion. Or, la biographie est de l'histoire, sinon sérieuse, du moins sincère. D'un autre côté, je crois que Mme Élie ne tient pas à ce qu'on la rajeunisse. Peut-être est-ce encore de la coquetterie. D'ailleurs n'a-t-elle pas elle-même déclaré son âge, en chantant — nous savons quand — sa  cinquantaine dans sa Lettre à ses amis ?
Avouons-le tout de suite : elle est née le 28 septembre 1824 ; elle a donc aujourd'hui cinquante-cinq ans bien sonnés, qu'elle porte avec désinvolture.
Fille d'artisans — son père était cordonnier — elle arrivait au milieu de la bataille de la vie sans autres armes que la gaieté, qui donne l'espoir, et le courage, qui le réalise. Intelligente et gentille, elle n'avait qu'à se laisser grandir et à travailler. C'est la tâche du peuple. Et elle travailla et elle devint habile. Elle était fleuriste ; elle l'est toujours. Car si les vicissitudes de son existence l'ont quelquefois forcée de demander provisoirement à d'autres occupations telles que le commerce et la photographie les ressources nécessaires au ménage, elle est toujours revenue à l'art gracieux mais fatigant du découpage, du trempage, du gaufrage, du montage, etc. Elle et son mari y sont passés maîtres
Parisienne et fleuriste, comment ne pas chanter ? Aussi chantait-elle, et d'une voix agréable. Mais de là à écrire des chansons il y avait loin. Le hasard y pourvut. Des amis la conduisent dans une goguette ; elle entend applaudir les auteurs, et voilà l'émulation qui naît. Et moi aussi je serai auteur, dit-elle. Et elle a tenu parole. Que si vous désirez savoir à quelle époque se déclara cette vocation, peut-être tardive, apprenez que la première fois que Mme Élie parut dans une goguette, elle entendit annoncer la mort de Charles Gille. C'était donc en avril 1854. La nouvelle poétesse avait trente ans.
Un désir spontané de rimer ne tient pas lieu de tout. Une instruction superficielle, aucune notion des règles de la versification, c'était, pour commencer, un piètre bagage. Aussi, que de tâtonnements, que d'essais timides, que d'ébauches jetées au feu ! Puis la hardiesse et le succès se prêtant un mutuel appui, la facilité vint, et la confiance et les bravos. L'esprit naturel avait trouvé sa voie, l'inspiration son langage.
Ce qui distingue souvent la femme auteur, c'est la mobilité. Elle n'a pas, comme l'homme, une note dominante, un genre favori, et, pour tout dire, une personnalité bien accusée. Elle reflète en quelque sorte son entourage, elle s'imprègne des idées qui lui apparaissent successivement. D'où une plus grande variété dans ses productions. On dirait d'une influence exercée à tour de rôle sur son inspiration par les amis qui se succèdent dans ses relations. La même remarque a été faite à l'occasion de George Sand. Tantôt familière, tantôt politique, puis métaphysique, ses romans reproduisaient, comme un miroir, les différents milieux qu'elle avait traversés.
Mme Élie n'a pas échappé à cette loi générale, et son œuvre ne pouvait qu'y gagner. Pomme et raisin, tableau pittoresque et piquant, ressemble-t-il en quoi que ce soit au Soir, par exemple ? Maman Bonaventure et Mademoiselle Utopie ne paraissent avoir aucun lien de parenté. J'en dirai autant de Fleurs et douleurs et des Refrains de la goguette. C'est bien toujours le même pinceau, mais la palette est changée.
Les Conseils à mon fils datent de 1856 ; Marc Constantin en fit la musique. Bientôt on vit se succéder, à des intervalles plus ou moins longs et dans un ordre que je ne m'astreins pas à suivre exactement. Les Proverbes de mère-grand et Enfants, voici Noël, musique de Jules Couplet ; Ouvrez votre porte aux amours, la Dernière lettre, Maman Bonaventure et Il fait froid dans mon cœur, musique de Vaudry ; Fleurs et douleurs, musique d'Imbert ; Appel à la raison, musique de Jeannin ; puis des chansons sur des airs connus : Mademoiselle Utopie, Seize ans, etc. Pomme et raisin est un des plus grands succès de Mme Élie, et toutes les sociétés chantantes en ont retenti : ici, le poète et le musicien ne faisaient qu'un, et de ce double talent est sortie une œuvre originale et gracieuse qui a eu même les honneurs de la parodie. Toutefois le Fromage de Roquefort a eu peu de retentissement. C'est sur le même air que George a composé son Histoire d'une paire de souliers. En retour, Mme Élie a trouvé dans son fils, pour sa Lettre à mes amis et pour Ni jamais, ni toujours un compositeur très heureusement inspiré.
Je pourrais citer, pour justifier mon observation de tout à l'heure sur la variété des inspirations de notre auteur, divers couplets de telle ou telle chanson ; cette étude minutieuse m'entraînerait trop loin. Le lecteur a sous les yeux La lettre à mes amis. Les œuvres de Mme Élie sont d'ailleurs assez connues, non seulement des habitués des sociétés lyriques mais aussi du public proprement dit ; le café-concert en a popularisé un bon nombre. Je citerai toutefois, car on le relit avec plaisir, le dernier couplet de Maman Bonaventure, figure touchante qu'avait déjà esquissée Jeannin dans sa Vieille Isabeau :
Maman Bonaventure était bien pauvre, hélas !
Malgré sa bonne humeur, un jour — c'est triste à dire, —
Elle manqua de pain... On ne le savait pas,
Car, fière, elle cachait la faim sous un sourire.
On aurait pu prévoir, éviter ses douleurs ;
Pourtant on se souvint qu'enfant de la nature,
Elle avait adoré quatre-vingts ans les fleurs,
Et sous les fleurs on mit maman Bonaventure.
Voilà de la grâce touchante et sans afféterie. L'auteur s'est heureusement débarrassé du clinquant mythologique et rococo dont ses premières œuvres gardaient encore une trace. Ainsi cette fin de couplet, sur l'air de : Il a neigé ce matin :
Mais tout va se hâter d'éclore ;
Lise et Lubin comptent quinze ans ;
Phébus nous a ramené Flore.
Salut à toi, gai printemps !
Lubin, passe encore ! mais Phébus, mais Flore !
Outre des chansons publiées avec musique par différents éditeurs, Mme Élie a fait imprimer quelques-unes de ses œuvres dans divers recueils, notamment dans les Échos du vaudeville, collection éditée à frais communs par un groupe de chansonniers parmi lesquels on peut citer Piaud, Supernant, Seller, aujourd'hui disparus ; Lavergne, Jeannin, Eugène Simon, Vatinel, Ponsard, qui chantent encore.
Mme Élie a le cœur obligeant, l'intelligence ouverte, l'esprit libre de bien des préjugés. Elle est prompte à la repartie, et sa conversation est piquante sans méchanceté. Partout où elle arrive, il semble qu'elle amène avec elle la joie et la bonne humeur. »